# Christelle Okodombe
Christelle Okodombe (29 de mayo de 1986) es una deportista camerunesa que compitió en judo. Ganó dos medallas en los Juegos Panafricanos de 2007, y ocho medallas en el Campeonato Africano de Judo entre los años 2002 y 2014.

## Palmarés internacional
| Juegos Panafricanos | Juegos Panafricanos     | Juegos Panafricanos | Juegos Panafricanos |
| Año                 | Lugar                   | Medalla             | Categoría           |
| ------------------- | ----------------------- | ------------------- | ------------------- |
| 2007                | Argel (Argelia)         | Medalla de plata    | Abierta             |
| 2007                | Argel (Argelia)         | Medalla de bronce   | –78 kg              |
| Campeonato Africano |                         |                     |                     |
| Año                 | Lugar                   | Medalla             | Categoría           |
| 2002                | El Cairo (Egipto)       | Medalla de plata    | Abierta             |
| 2002                | El Cairo (Egipto)       | Medalla de bronce   | –78 kg              |
| 2004                | Túnez (Túnez)           | Medalla de bronce   | –70 kg              |
| 2008                | Agadir (Marruecos)      | Medalla de bronce   | –78 kg              |
| 2008                | Agadir (Marruecos)      | Medalla de bronce   | Abierta             |
| 2009                | Puerto Louis (Mauricio) | Medalla de bronce   | –78 kg              |
| 2009                | Puerto Louis (Mauricio) | Medalla de bronce   | Abierta             |
| 2014                | Puerto Louis (Mauricio) | Medalla de bronce   | +78 kg              |